# 阿克里州

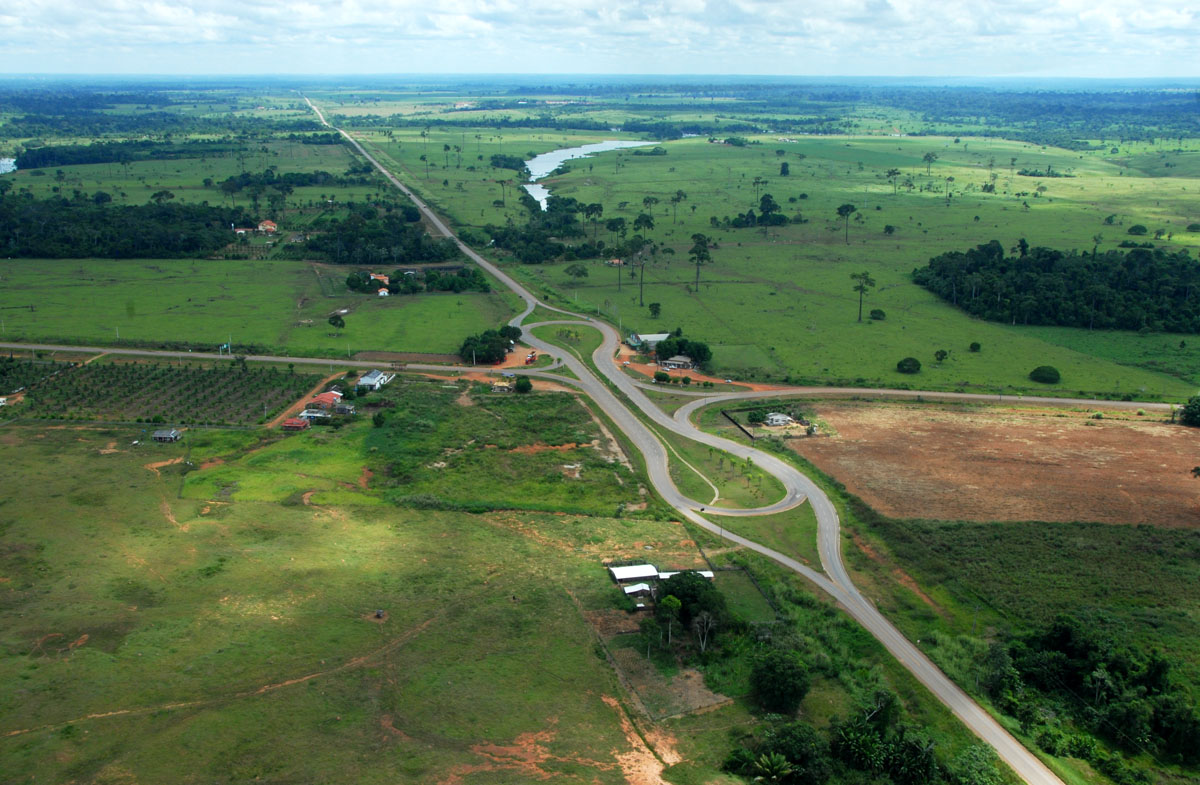
阿克里州

阿克里（葡萄牙語：Acre，国际音标：/'a.kɾi/）是巴西的一个州，位于该国的西北部，首府里约布兰科。阿克里州以北是亚马孙州，以东是朗多尼亚州；以南接壤玻利维亚，以西则与秘鲁乌卡亚利大区相邻。

## 地理
阿克里州的土地大部分被亚马孙雨林覆盖。该州主要生产和出口橡胶。阿克里河位于阿克里州南部，是为巴西与玻利维亚的边界。

## 經濟

2020年阿克里州的產業分析

雖然阿克里州位處亞馬遜雨林一帶，但該地以服務業為最大宗，佔66%；農業部分則佔5.9%。阿克里州主要出產原木輸出與木製品。
阿克里州產出的GDP佔巴西全國的0.2%。